# Estado de sitio en Nuevo León (1885)
El Estado de Sitio en Nuevo León de 1885 fue un conflicto de ídole militar, político y social que marcaría el fin de la era de los caudillos nuevoleoneses. Comenzó como una lucha de poderes entre los bandos del Lic. Genaro Garza García por un lado, y de los seguidores de Viviano L. Villarreal y Lázaro Garza Ayala por el otro. Surgirían una serie de enfrentamientos entre estos dos grupos, hasta que la llegada del general tapatío Bernardo Reyes pondría punto final a los conflictos y a la influencia de varios caudillos de renombre en la entidad, como el Lic. Garza García y los generales Jerónimo Treviño y Francisco Naranjo.

## Antecedentes del conflicto
Por esos años había en Nuevo León dos jerarquías dominantes y adversarias, producto de múltiples guerras intestinas y exteriores; ambas de ideología liberal, pero de distintas   